# صبحو دیرو
صبحو دیرو (به انگلیسی: Sobho Dero) یک تعلقه یا تحصیل در پاکستان است که در ایالت سند واقع شده‌است. صبحو دیرو ۱۴ متر بالاتر از سطح دریا واقع شده‌است.